# Socialist Party of America
Socialist Party of America (SPA) var et amerikansk socialistisk politisk parti, der blev stiftet 1901 ved en sammenlægning af Social Democratic Party of America (stiftet i 1898) og udbrydere af Socialist Labor Party of America. Første partileder var Eugene Debs. I de første årtier efter grundlæggelsen opnåede partiet betydelig opbakning fra fagforeninger, langbrugere og immigranter. Partiet afviste at indgå koalitioner med andre politiske partier. Ved Præsidentvalget i USA i 1912 og i 1920 opnåede Eugene Debs mere end 900.000 stemmer, ligesom partiet også fik valgt to medlemmer til Repræsentanternes Hus samt flere medlemmer til de lovgivende forsamlinger i USA's delstater, flere hundrede borgmestre og andre folkevalgte.
Partiets indædte modstand mod amerikansk involvering i 1. verdenskrig ledte til splittelse i partiet. Partiet blev ligeledes splittet som følge af ueningheder om, hvorledes det skulle reagere på den russiske revolution i 1917 og grundlæggelsen af Komintern i 1919. Mange medlemmer forlod som følge af uroen partiet til fordel for USA's kommunistiske parti, CPUSA.
Partiet stillede op til Præsidentvalget i USA i 1930, men partiets vælgerappel blev svækket af preæident Franklin D. Roosevelts New Deal. Dertil kom, at CPUSA kunne appellere til mange af SPA's vælgere, ligesom den amerikanske arbejderbevægelse ønskede at støtte politikere fra Demokraterne. Et forsøg på at udbrede partiets vælgerappel ved at tillade optagelse af tilhængere af Lev Trotskij og Jay Lovestone fik flere medlemmer til at forlade partiet og i stedet danne Social Democratic Federation. SPA var stærkt imod fascismen og stalinismen, men dets modstand mod amerikansk indtræden i 2. verdenskrig kostede partiet tilhængere både internt og eksternt.
Efter at partiets præsidentkandidat til valget i 1956 opnåede færre end 6.000 stemmer ophørte partiet med at stille op til præsidentvalgene. I de sidste årtier af partiets levetid var de førende medlemmer af partiet modstandere af den amerikanske socialistiske bevægelses tilknytning til den amerikanske fagbevægelse og det demokratiske parti. I 1970–1972 blev disse uenigheder så omfattende, at partiet ved udgangen af 1972 ændrede navn til Social Democrats, USA, ligesom flere partimedlemmer forlod partiet til fordel for to nye socialistiske bevægelse, nemlig Socialist Party USA og Democratic Socialist Organizing Committee, der senere blev til den største socialistiske bevægelse i dag i USA, Democratic Socialists of America.